# Twin Princess - Principesse gemelle
Twin Princess - Principesse gemelle (ふしぎ星の☆ふたご姫?, Fushigiboshi no ☆ Futago-Hime, lett. "Le Principesse Gemelle ☆ del Pianeta Meraviglioso") è un anime di genere mahō shōjo prodotto nel 2005. Diretto da Jun'ichi Satō, è composto da due serie, andate in onda in Giappone su TV Tokyo dall'aprile 2005 al marzo 2006 la prima, e dall'aprile 2006 a marzo 2007 la seconda con il titolo Fushigiboshi no ☆ futago-hime Gyu!.
L'anime è stato poi adattato in un manga composto di due tankōbon dal titolo Fushigiboshi no ☆ Futago-Hime ~Lovely Kingdom~ (ふしぎ星の☆ふたご姫 ～ラブリーキングダム～?, Fushigiboshi no ☆ Futago-Hime ~Raburī Kingudamu~), creato da Mayuki Anan e pubblicato in Giappone sulla rivista Ciao di Shogakukan dal marzo 2005 al gennaio 2006.
In Italia, l'anime è stato acquistato da Mediaset che l'ha trasmesso su Italia 1, con il titolo Twin Princess - Principesse Gemelle, dal 19 gennaio 2009 con gli episodi spezzati in due parti; sono poi andati in onda interi in replica dal 24 maggio al 29 novembre 2009. La seconda serie è cominciata il 5 dicembre 2009, sempre in prima visione su Italia 1. Fermatasi l'11 settembre 2010 all'episodio 49, gli ultimi tre sono andati in onda su Hiro il 31 luglio 2011.. Il manga, invece, è stato pubblicato da GP Publishing con lo stesso titolo della serie animata da luglio ad agosto 2009.

## Trama

### Prima serie
Sul pianeta Wonder coesistono sette regni, alimentati dalla cosiddetta Benedizione del Sole, una stella al centro del pianeta, la cui luce è necessaria per la sopravvivenza di tutti. Quando la Benedizione del Sole inizia a indebolirsi, lo spirito della principessa Grace custode della stella affida alle principesse del Regno Solare, le gemelle combinaguai Fine e Rein, la missione di salvare il loro mondo. A tal fine, la leggendaria principessa concede loro il Potere di Prominence, con il quale poter usare la magia, e affida loro il folletto-guida Poomo. Ha inizio così l'avventura delle due, che nel corso della storia vengono affiancate da vari amici, in primis il Principe Bright, del Regno dei Gioielli, e il misterioso quanto tenebroso Eclipse. Caratteristici sono anche i complessi intrecci di cuore che comunque non trovano una chiara concretizzazione e subiscono mutamenti verso la fine della storia. In verità entrambi i finali sono ingannevoli con chiari riferimenti alla Rein/Shade la coppia canonica della serie e del manga.  
Immancabile, la presenza delle forze oscure antagoniste, che tentano ove possibile di sottrarre il Potere di Prominence alle gemelle e responsabili, più in là nella storia, della possessione del principe Bright. Il Principe infatti verrà soggiogato dal Potere Oscuro, ma, grazie al legame con le gemelle, riuscirà a liberarsi tornando in sé. In seguito a questa fase, Fine e Rein riescono nella loro missione riportando la pace sul pianeta.

### Seconda serie
Fine e Rein vengono mandate all'Accademia Reale di Wonder sul pianeta Reale per diventare principesse migliori. Insieme a loro partono anche tutti i principi e le principesse degli altri regni di Wonder. Le due non vedono l'ora di fare amicizia, ma il motto della scuola, che incita alla competizione e svilisce l'amicizia, lo scoraggia. Ciononostante, nel corso della serie riescono naturalmente nel loro intento. Alla cerimonia d'apertura dell'Accademia, le gemelle si trasformano in "Principesse Universali" suonando la Campana del Sole, dalla quale si liberano due piccoli angeli, PyuPyu e KyuKyu, pronti ad aiutarle; tuttavia, una forza maligna, manifestatasi all'interno di un quadro, non sembra essere contenta della comparsa delle Principesse Universali e cerca di creare scompiglio nell'Accademia. Dopo la scomparsa di quest'entità, Bibin, principessa del Pianeta Oscuro, arriva all'Accademia per piantare i "semi dell'Infelicità" e raccogliere così il frutto dell'Infelicità, ma Fine e Rein, grazie anche all'aiuto dei nuovi amici, riescono a far fronte a ogni situazione. In questa serie, il quadrangolo amoroso caratteristico della prima serie scompare apparentemente perché spinto dalla rivalità dei principi. Le coppie restano le originali dato che nel finale i due principi guardando la principessa di cui sono innamorati davvero. Shade resta innamorato di Rein e Bright di Fine. I fiori della felicità sbocciati nel finale sono simbolo dell'amore di Shade per Rein, anche se lei non ne comprende il significato.  

## Personaggi
Fine (ファイン?, Fain)
Doppiata da: Megumi Kojima (ed. giapponese), Loretta Di Pisa (ed. italiana)
La principessa gemella del Regno Solare dagli occhi e capelli rosso-rosa. Ha 12 anni. Insieme alla sorella, si procura la nomea di "principessa meno principesca" di tutto il pianeta Wonder. Si distingue dalla sorella per la sua golosità (il suo dolce preferito sono le torte) e per il suo essere atletica; non eccelle però nel ballo. A differenza della gemella, non si interessa minimamente di moda ed è più semplice. Come la gemella invece non eccelle nello studio, specie in matematica e letteratura. Caratterialmente parlando, è paurosa e tende a piagnucolare spesso, ma al momento delle sfide si fa avanti con coraggio. È molto altruista ed ha un grande cuore. S'innamora del misterioso Eclipse, che si scopre poi essere il principe Shade. Ha il merito di essere stata l'unica, fra tutti i personaggi, ad aver intuito sin da subito la vera (buona) natura di Eclipse. Le piacciono i fiori, in particolare i girasoli. Insieme con Rein, si servono della magia di Prominence, loro arma principale, nelle varie sfide che vanno ad affrontare. A seconda della situazione insieme alla sorella si diletta in buffi balletti per esprimere il loro stato d'animo.
Rein (レイン?, Rein)
Doppiata da: Yūko Gotō (ed. giapponese), Tosawi Piovani (st. 1) / Jenny De Cesarei (st. 2) (ed. italiana)
La principessa gemella del Regno Solare dagli occhi verdi e capelli blu-azzurro. Ha 12 anni. Insieme a Fine, è nota come "principessa meno principesca" di tutto il pianeta, seppur fra le due sia la gemella più incline all'etichetta e raffinata nei modi. Subisce infatti il fascino di vestiti e gioielli, il che segnala una maggiore attenzione alle apparenze rispetto alla sorella. A differenza di quest'ultima inoltre adora il ballo e cimentarsi in ogni tipo di avventura. È la tipica sognatrice ad occhi aperti che esprime emozioni e sentimenti molto apertamente; è dolce, gentile e disponibile nei confronti di chi ha bisogno di aiuto. Ha da sempre una cotta per il principe Bright (sogna spesso di sposarlo), sebbene quest'ultimo non se ne accorga. Seguendola nella storia, emerge che è attratta dai principi in generale, dato che esprime apprezzamenti anche verso il Principe Shade del Regno della Luna. A lei si interessa in modo palese il misterioso Eclipse, di cui tuttavia lei inizialmente vede solo la reputazione di poco di buono. Le piacciono i tulipani rosa, la caccia al tesoro e fare le pulizie. Nella seconda serie diventa la giornalista dell'Accademia. A seconda della situazione insieme alla sorella si diletta in buffi balletti per esprimere il loro stato d'animo.
Poomo (プーモ?, Pūmo)
Doppiato da: Satomi Kōrogi (ed. giapponese), Federica Valenti (ed. italiana)
È il folletto affidato a Fine e Rein dalla principessa Grace all'inizio della storia. Il suo compito è quello di affiancare e guidare le gemelle durante la missione che devono portare a termine. Teletrasporta le gemelle per Wonder. Con la Sfera della Stella misura il livello di Regalità di volta in volta raggiunto da Fine e Rein. È una creatura ingenua e ha paura del buio. A lui si contrapporrà poi Boomo, l'omologo malvagio che più in là nella storia affianca Bright nella sua fase oscura.
Shade (シェイド?, Sheido) / Eclipse (エクリプス?, Ekuripusu)
Doppiato da: Junko Minagawa (ed. giapponese), Massimo Di Benedetto (ed. italiana)
È il Principe del Regno della Luna, fratello maggiore di Milky. Ha 15 anni. Sotto il nome di "Eclipse" viaggia in incognito con Regina, un dinosauro che gli funge da cavallo. L'arma che lo caratterizza è la frusta, nel cui uso è abile in attacco come in difesa. Quando veste i panni di Eclipse, diviene noto a tutti come un individuo misterioso dagli scopi apparentemente poco cristallini, cosicché tutti finiscono per considerarlo un fuorilegge e temerlo di conseguenza. Quando le principesse gemelle iniziano la loro missione, costui inizia a tenerle d'occhio a distanza, poiché interessato al loro Potere di Prominence; tuttavia interverrà spesso anche per tirarle fuori dai guai. In realtà, sotto le mentite spoglie di Eclipse, si cela appunto il Principe Shade, e quando la sua identità viene fuori si ha naturalmente un momento clou. È senz'altro il personaggio dalla personalità più complessa e intrigante: molto intelligente e studioso, l'identità di Eclipse gli dona un'aria tenebrosa e gli consente di dare sfoggio, con molta classe, a tutta la sua audacia ed arguzia. Classe e riservatezza emergono evidenti già quando è "semplicemente" sé stesso, ovvero Shade. Di base è gentile ma appunto riservato (più "senza fronzoli" se paragonato a Bright), cosa che ben si sposa anche con la sua identità di Eclipse; è inoltre molto premuroso e protettivo con chi ama. Per quasi tutta la prima serie, viene fatto intendere un suo interesse sentimentale per la gemella "blu", Rein, verso la quale svariate volte si lancia in soccorso in situazioni di pericolo, anche ignorando la gemella Fine. Dopo gli iniziali pesanti pregiudizi, dovuti alla sua nomea di fuorilegge, anche Rein inizia pian piano a capire la vera natura di Eclipse, in particolare dopo che questi la trae in salvo nel Regno dei Mulini a Vento. Da notare che nel manga non presenta questo sdoppiamento/celamento di identità: assume il solo nome di Eclipse, ed è noto a tutti sin da subito come Principe del Regno Lunare, mai celando dunque la sua identità nelle sue comparse. Inoltre, nel manga appare più audace nell'approcciare Rein (nell'anime il suo interesse spicca proprio per essere tacito, ma estremamente evidente nei fatti).
Altezza (アルテッサ?, Arutessa)
Doppiata da: Kaori Mizuhashi (ed. giapponese), Emanuela Pacotto (ed. italiana)
Principessa del Regno dei Gioielli, nonché sorella di Bright. Ha la stessa età di Rein e Fine, che inizialmente mal digerisce. Irascibile e scontrosa, oltre a essere oltremodo viziata a differenza del fratello che è l'esatto opposto, ma nel corso della storia riesce a smussare un po' i suoi angoli, anche grazie alle gemelle e durante il periodo insieme a loro riesce a capire la gravità delle sue azioni e che fare la viziata e l'egoista non porta mai a niente e sarà proprio dalla separazione dal fratello che imparerà ciò diventando infine amica di Fine e Rein arrivando a fare insieme a loro i loro buffi balletti per esprimere il proprio stato d'animo. Da notare come nel manga presenti il carattere letteralmente opposto. Affezionatissima a suo fratello Bright, si percepisce un possibile coinvolgimento con il Principe Auler del Regno dei Mulini a Vento, ma la cosa non viene approfondita più di tanto (probabilmente essendo il focus principale rivolto alla matassa amorosa di Fine-Bright-Rein-Shade). È elegante e adora stare al centro dell'attenzione, ma è anche brava a cucinare. Ovviamente, adora i gioielli.
Bright (ブライト?, Buraito)
Doppiato da: Tetsuya Kakihara (ed. giapponese), Renato Novara (ed. italiana)
Principe del Regno dei Gioielli, nonché fratello maggiore di Altezza. Ha 15 anni. È un ragazzo caloroso, dolce, e gentile con tutti- cosa che lo differenzia in modo evidente dalla sorella. La sua arma principale è la spada. Si caratterizza per godere di una grande popolarità, in particolare fra le ragazze di tutto il pianeta Wonder. Si innamora della principessa Fine subito dal primo incontro - attirato probabilmente dal suo comportamento atipico e spontaneo - la quale tuttavia non lo ricambierà mai né percepirà, in modo davvero conscio, l'interesse di lui. Proprio come Eclipse con Fine, anche lui finisce per "ignorare" Rein quasi tutto il tempo, pur con l'affabilità che lo contraddistingue. Quello di Fine sarà letteralmente il chiodo fisso di Bright per quasi tutta la prima serie, il motore di tutte le sue principali iniziative: arriverà a voler rivaleggiare con Eclipse ogni volta che ne avrà occasione, non solo in virtù della fama di poco di buono di quest'ultimo - per cui tenderà sempre a volersi fare il tipico "principe senza macchia e senza paura" per il bene di due damigelle in pericolo - ma anche e soprattutto per proteggere Fine (forse inconsciamente percependo in Eclipse un possibile elemento di disturbo nel suo love-interest). Addirittura, la sua smania di voler essere perfetto a tutti i costi ed in prima linea per proteggere Fine, smania puntualmente frustrata da un Eclipse sempre sul pezzo e brillante, lo portano da un certo punto in avanti a sviluppare un complesso di inferiorità e sprofondare sempre più in una spirale depressiva, che lo renderà vittima perfetta del Potere Oscuro. Sfruttando tale suo stato di fragilità l'Oscurità prenderà infatti il controllo della sua psiche, mutandone la personalità, e dando così inizio alla fase "dark" del Principe. In questa fase, Bright ormai irriconoscibile, ambizioso e assetato di potere, arriva a stringere un'alleanza con il ministro corrotto Roman e a creare scompigli servendosi dello Scrigno Oscuro nella convinzione di fare il bene del pianeta. Seppur soggiogato dal potere e dall'oscurità desidera salvare a modo suo il pianeta e desidera diventare il sovrano del mondo per renderlo migliore. Permane nella sua fase oscura, il grande trasporto per Fine. Riesce infine a liberarsi dalla possessione del potere Oscuro con l'aiuto delle gemelle, in particolare di Fine.
Lione (リオーネ?, Riōne)
Doppiata da: Misato Fukuen (ed. giapponese), Giuliana Atepi (ed. italiana)
Principessa del Regno di Meramera, è una ragazza timida, pasticciona, dolce e sensibile.
Sophie (ソフィー?, Sofī)
Doppiata da: Rina Satō (ed. giapponese), Jolanda Granato (ed. italiana)
Principessa del Regno del Mulino a Vento, ha spesso la testa tra le nuvole e questo la porta a prendere le cose alla leggera. Spesso fa degli scherzi ad Altezza, irritandola.
Auler (アウラー?, Aurā)
Doppiato da: Hiro Shimono (ed. giapponese), Davide Garbolino (st. 1) / Davide Albano (st. 2) (ed. italiana)
Principe del Regno del Mulino a Vento, il suo unico grande amore è Altezza e sembra essere ricambiato. È gentile e a volte un po' testardo.
Mirlo (ミルロ?, Miruro)
Doppiata da: Sachi Sukigara (ed. giapponese), Elisabetta Spinelli (st. 1) / Sabrina Bonfitto (st. 2) (ed. italiana)
Principessa del Regno della Goccia, ha due anni in più di Fine e Rein. Piagnucolona e pessimista, è costretta ad obbedire alla madre Yamul, che vuole farla diventare una brava principessa. È molto brava a dipingere. Nel manga è meschina e invidiosa e odia Rein e Fine.
I livelli delle principesse sono degli stadi di Regalità che Fine e Rein attraversano nel corso della loro avventura nella prima serie. Il livello di Regalità è misurato dalla Promina, una polverina contenuta nella Sfera della Stella. Successivamente la Sfera si trasforma nella Cristallo Bottiglia.
- Principesse Principianti (しょぼっとプリンセス?, Shobotto Purinsesu): livello negli episodi 1-5, possono utilizzare solo il 10% del potere di Prominence.
- Principesse Sfavillanti (チカチカプリンセス?, Chikachika Purinsesu): livello negli episodi 6-9.
- Principesse Scintillanti (キラキラプリンセス?, Kirakira Purinsesu): livello negli episodi 10-26, quando il potere di Prominence viene rubato.
- Principesse della Fortuna (フォーチュンプリンセス?, Fōchun Purinsesu): livello negli episodi 28-36, quando ricevono la Cristallo Bottiglia al posto della Sfera della Stella.
- Principesse del Sole Eterno (エターナルソーラープリンセス?, Etānarusōrā Purinsesu): livello negli episodi 37-51, quando Fine e Rein completano il loro addestramento.

## Luoghi
Regno Solare (おひさまの国?, Ohisama no Kuni)
Le sue rotazioni permettono l'alternarsi del giorno e della notte. Il suo simbolo è un sole arancio. In questo regno risiedono Fine e Rein con i loro genitori Toulouse ed Elsa, la governante Camelot e la sua aiutante, la gattina Lulu. L'astrologo del pianeta si chiama Omendo. È il regno principale del pianeta, per ovvie ragioni.
Regno della Luna (月の国?, Tsuki no Kuni)
Controlla la notte e la Primavera delle stelle, un portale per altri universi. Il suo simbolo è una luna gialla. In questo regno risiedono il principe Shade con la sorellina Milky e la regina Maria, e il ministro Roman.
Regno di Meramera (メラメラの国?, Meramera no Kuni)
Regola la Benedizione del Sole per stabilire il caldo e il freddo e tenere la temperatura costante. Il suo simbolo è una fiamma rossa. In questo regno risiedono la principessa Lione, il principe Tio, il re Wohl e la regina Nina.
Regno della Goccia (しずくの国?, Shizuku no Kuni)
Crea le nuvole e la pioggia. Il suo simbolo è una goccia azzurra. In questo regno risiedono la principessa Mirlo con il fratellino Narlo, il re Pump e la regina Yamul.
Regno di Tanatana (タネタネの国?, Tanetane no Kuni)
Produce piante grazie alla pioggia e al potere della Madre Terra. Gli abitanti sono molto simili tra loro e sono alti appena 15 centimetri. Il suo simbolo è una foglia verde. In questo regno risiedono le undici principesse Ichele, Nina, Saya, Shiyan, Garchel, Loloa, Nursya, Hamey, Quarry, Julia e Joiner, il principe Solo, il re King e la regina Flaua.
Regno del Mulino a Vento (かざぐるまの国?, Kazaguruma no Kuni)
Sfrutta il vento per inviare i prodotti dei regni verso gli altri. Le case hanno la forma di mulini e gli abitanti sono simili a cani. Il suo simbolo è un corno viola. In questo regno risiedono la principessa Sophie, il principe Auler, il re Randa e la regina Elena.
Regno dei Gioielli (宝石の国?, Hoseki no Kuni)
Produce monili e ornamenti. Il suo simbolo è un diamante azzurro. In questo regno risiedono la principessa Altezza, il principe Bright, il re Aaron e la regina Camelia.

## Anime
L'anime è formato da due serie di 51 episodi (la prima) e 52 episodi (la seconda), andati in onda complessivamente dall'aprile 2005 al marzo 2007 su TV Tokyo. I 26 DVD sono stati distribuiti dal settembre 2005 al settembre 2007.
In Italia, è stato acquistato da Mediaset ed è stato trasmesso dal gennaio 2009 su Italia 1 e successivamente replicato sullo stesso canale e su Hiro; in quest'ultimo sono stati mandati in onda gli ultimi tre episodi della seconda serie, non trasmessi in precedenza nella prima visione su Italia 1. Il doppiaggio italiano è stato curato dalla Merak Film di Milano sotto la direzione di Guido Rutta e Caterina Rochira. L'adattamento dei dialoghi dell'edizione italiana è stato effettuato da Cristina Robustelli, Laura Brambilla, Marina Attilio, Marina Mocetti Spagnuolo e Paola Zampolli.

### Sigle
Sigla di apertura
- Princess wa akiramenai (プリンセスはあきらめない?), di FLIP-FLAP (prima serie)
- Kimi no ashita (キミのアシタ?), di FLIP-FLAP (seconda serie)

Sigla di chiusura
- Oshare Fantasy (おしゃれファンタジー?), di Fine★Rein (Megumi Kojima & Yūko Gotō) (prima serie; ep. 1-28)
- Patatata run♪ (パタタタ・ルン♪?), di Fine★Rein (Megumi Kojima & Yūko Gotō) (prima serie; ep. 29-51)
- Gakuen tengoku (学園天国?), di Wonder☆5 (seconda serie; ep. 1-26)
- Gakuen tengoku ~ Fine★Rein Version (学園天国～ファイン★レインばーじょん?), di Fine★Rein (Megumi Kojima & Yūko Gotō) (seconda serie; ep. 27)
- Churucchu☆Rock! (チュルッチュ☆ロック！?), di Wonder☆5 (seconda serie; ep. 28-51)
- Oshare Fantasy (Orchestra Version) (おしゃれファンタジー（オーケストラヴァージョン）?), di Fine★Rein (Megumi Kojima & Yūko Gotō) (seconda serie; ep. 52)

Sigla di apertura e di chiusura italiana
Per la prima stagione dell'anime viene utilizzata la sigla Principesse gemelle, interpretata e scritta da Cristina D'Avena con musica e arrangiamento di Giorgio Vanni e Max Longhi, sia in apertura che in chiusura. La canzone è anche il primo singolo digitale della cantante in seguito pubblicata nell'album Cristina for You e in altre raccolte. 
Per la seconda stagione dell'anime viene utilizzata la stessa canzone ma in una nuova versione remix, dal titolo Principesse gemelle (Energy Remix). La canzone è stata successivamente pubblicata nell'album 30 e poi... - Parte prima.
- Principesse gemelle, di Cristina D'Avena (prima stagione)
- Principesse gemelle (Energy Remix), di Cristina D'Avena (seconda stagione)

## Manga
Il manga, Fushigiboshi no ☆ futago-hime ~Lovely Kingdom~ (ふしぎ星の☆ふたご姫 ～ラブリーキングダム～?, Fushigiboshi no ☆ futago-hime ~Raburī Kingudamu~), è stato pubblicato sulla rivista Ciao a partire dal marzo 2005 fino al gennaio 2006 e successivamente è stato serializzato in 2 tankōbon per conto della Shogakukan, pubblicati tra 29 novembre 2005 e il 1º marzo 2006. Esso rappresenta esclusivamente un adattamento della prima serie animata. In Italia è stato pubblicato con lo stesso titolo della serie animata da GP Publishing nei mesi di luglio e agosto 2009. La traduzione dei testi è stata curata da Emilio Martini, mentre l'adattamento è stato curato da Massimiliano De Giovanni (vol. 2).
Le differenze con la storia originale sono notevoli: molti personaggi, come Camelot, Omendo, Roman e Boomo, sono stati eliminati; la tranquilla e dolce Mirlo è diventata capricciosa e invidiosa di Fine e Rein; Altezza è mite e dolce. Il quadrangolo amoroso Shade-Rein-Bright-Fine rimane, ma nessuno dei due principi alla fine si innamora della gemella che ha una cotta per lui: infatti, Shade (nel manga chiamato soltanto Eclipse) resta fermo nella sua predilezione per Rein, come Bright per Fine. Inoltre, il principe del Regno dei Gioielli ha un ruolo assolutamente marginale, non venendo neanche attratto dal potere dell'oscurità. Alla fine del manga, Eclipse, durante l'ultima festa, porta Rein in un luogo appartato e cerca di baciarla, ma intervengono Fine e Milky a impedirlo. La storia finisce con Rein che alza il braccio al cielo e pensa a due persone : la principessa Grace con la scritta e l'immagine "c'è sempre qualcuno che ti protegge e con Eclipse/Shade "c'è sempre qualcuno che ti aspetta" a indicare che Eclipse aspetta che Rein ricambi i suoi sentimenti. Facendo riferimento al miracolo che dovrebbe avverarsi . La minaccia dell'oscurità non viene sconfitta in maniera definitiva e le gemelle dovranno continuare nel loro compito. 
Con un messaggio all'inizio del secondo volume, l'autrice Mayuki Anan ha dichiarato di aver esordito come mangaka professionista proprio con quest'opera. Concludendo che comprende perfettamente che le principesse gemelle non sono proprio come le conosciamo attraverso il cartone animato, ma che ha fatto di tutto per renderle riconoscibili e che la storia comunque non è stata modificata... 
Il secondo tankōbon contiene anche una storia autoconclusiva, intitolata La sciarpa ed il castello di sabbia (マフラーと砂の城?, Mafurā to suna no shiro). Protagoniste sono due ragazzine, grandi amiche nonostante il temperamento opposto: una è acqua e sapone, l'altra una teppistella. Quest'ultima viene scippata di una preziosa borsetta e cade in depressione, allora la sua timida amica si scoprirà incredibilmente determinata e costringerà i responsabili a restituire l'oggetto.

### Volumi
| Nº | Data di prima pubblicazione | Data di prima pubblicazione | Data di prima pubblicazione | Data di prima pubblicazione |
| Nº | Giapponese                  | Giapponese                  | Italiano                    | Italiano                    |
| -- | --------------------------- | --------------------------- | --------------------------- | --------------------------- |
| 1  | 29 novembre 2005            | ISBN 4-09-130269-6          | luglio 2009                 | ISBN 978-88-6468-327-0      |
| 2  | 1º marzo 2006               | ISBN 4-09-130303-X          | agosto 2009                 | ISBN 978-88-6468-328-7      |

## Libri
1. Anime chō hiyakka - Fushigiboshi no ☆ futago-hime: himitsu jiten (アニメ超ひゃっか ふしぎ星の☆ふたご姫 ひみつじてん?), Shogakukan, 2005, ISBN 4-09-750614-5.
2. Fushigiboshi no ☆ futago-hime: Character Detail Book (ふしぎ星の☆ふたご姫 キャラクターディテールブック?), Jive, 2005, ISBN 4-86176-246-4.
3. Fushigiboshi no ☆ futago-hime: Character Detail Book 2 (ふしぎ星の☆ふたご姫 キャラクターディテールブック ２?), Jive, 2006, ISBN 4-86176-340-1.
4. Fushigiboshi no ☆ futago-hime Gyu!: Himitsu Book (ふしぎ星の☆ふたご姫Ｇｙｕ！ ひみつブック?), Shogakukan, 2006.
5. Fushigiboshi no ☆ futago-hime Gyu!: O hanashi series 1-kan (ふしぎ星の☆ふたご姫Ｇｙｕ！ おはなしシリーズ１巻?), Shogakukan, 2006.
6. Fushigiboshi no ☆ futago-hime Gyu!: Character Fan Book (ふしぎ星の☆ふたご姫Ｇｙｕ！ キャラクターファンブック?), Jive, 2006, ISBN 978-4-86176-404-2.

## Videogiochi
Durante il corso della serie, è stato pubblicato un videogioco dalla Bandai. Uscito a marzo 2006, inizialmente fu annunciato col titolo Fushigiboshi no ☆ futago-hime ~Kagami no kuni no princess party~ (ふしぎ星の☆ふたご姫 ～鏡の国のプリンセスパーティ～?), ma venne cambiato subito dopo.
| Nº | Titolo videogioco                                                                                | Piattaforma | Data uscita   |
| -- | ------------------------------------------------------------------------------------------------ | ----------- | ------------- |
| 1  | Style Book ~ Fushigiboshi no ☆ futago-hime Gyu! (スタイルブック ～ ふしぎ星の☆ふたご姫Ｇｙｕ！?) | Nintendo DS | 23 marzo 2006 |

### Altri
- Fushigiboshi no ☆ futago-hime Gyu!: Omajinai wonder seito techō (ふしぎ星の☆ふたご姫Ｇｙｕ！ おまじないワンダー生徒手帳?), 29 aprile 2006
- Fushigiboshi no ☆ futago-hime Gyu!: Omajinai card (ふしぎ星の☆ふたご姫Ｇｙｕ！ おまじないカード?), maggio 2006
- Fushigiboshi no ☆ futago-hime Gyu!: Tenshi no Bell Charm (ふしぎ星の☆ふたご姫Ｇｙｕ！ てんしのベルチャーム?), 22 luglio 2006
- Let's! TV Play - Fushigiboshi no ☆ futago-hime Gyu!: Dress change de cute ni dance★ (Ｌｅｔ'ｓ！ＴＶプレイ ふしぎ星の☆ふたご姫Ｇｙｕ！ ドレスチェンジでキュートにダンス★?), 30 settembre 2006